# Liste von Mühlen im Schwarzatal
Die Liste von Mühlen im Schwarzatal gibt eine Übersicht über die historischen Wassermühlen im Schwarzatal und an den Zuflüssen zur Schwarza unabhängig davon, ob sie noch existieren oder bereits verfallen und abgerissen sind. Es wurden etwa 70 Mühlenstandorte erfasst. Viele Mühlen existieren nicht mehr, einige sind umgebaut und dienen anderen Zwecken.
Die historische Bedeutung der Mühlen als Einzeldenkmale ergibt sich aus dem Denkmaltext des Thüringischen Landesamts für Denkmalpflege.

## Legende
- Bild: zeigt ein Bild der Mühle und gegebenenfalls einen Link zu weiteren Fotos.
- Bezeichnung: Name der Mühle.
- Lage: Ortsteil bzw. Gemarkung sowie Straßenname und Hausnummer. Der Link Karte führt zur Kartendarstellung.
- Datierung: gibt das Jahr der Fertigstellung oder den Zeitraum der Errichtung an.
- Beschreibung: Angabe baulicher und geschichtlicher Einzelheiten, von Denkmaleigenschaften sowie ehemaligen Besitzern oder Bewohnern der Mühle.
- ID: Falls die Mühle ein Kulturdenkmal ist, kann hier die ID-Nr. des Thüringischen Landesamts für Denkmalpflege angegeben werden, jedoch sind aktuell keine ID-Nr. veröffentlicht. Ein ggf. vorhandenes Icon  führt zu den Angaben des Kulturdenkmals bei Wikidata.

## Liste von Mühlen an der Schwarza
Die Liste ist entsprechend der örtlichen Lage am Flusslauf von der Quelle zur Mündung gegliedert.
| Bild                           | Bezeichnung                                        | Lage                                             | Datierung | Beschreibung | ID |
| ------------------------------ | -------------------------------------------------- | ------------------------------------------------ | --------- | --- | -- |
| BW                             | Dorsch-Mühle Scheibe oder Dorschen Sägewerk (wüst) | Scheibe-Alsbach (Karte)                          |           | ehem. Dorsch-Mühle Scheibe, auch Dorschens Sägewerk genannt, unterhalb des ehem. Floßteichs, jetzt Stausees Scheibe-Alsbach, genaue Lage unklar (wüst)                                                                                |    |
| BW                             | Mühle Scheibe                                      | Scheibe-Alsbach, Oberlandstraße 3 (Karte)        |           | ehem. Mühle Scheibe-Alsbach |    |
| BW                             | Sägewerk Scheibe                                   | Scheibe-Alsbach, Unterlandstraße 59 (Karte)      |           | ehem. Mühle, Sägewerk Scheibe |    |
| BW                             | Obere Massenmühle Scheibe                          | Scheibe-Alsbach (Karte)                          |           | ehem. Obere Massenmühle am Abzweig zum Rambachtal, genaue Lage unklar (wüst) |    |
| BW                             | Sägemühle Langenbach                               | Goldisthal, ehem. OT Langenbach (Karte)          |           | ehem. Sägemühle Langenbach, abgerissen, im Staubereich vom Goldisthal-Unterbecken, genaue Lage unklar |    |
| BW                             | Saubachsmühle Goldisthal                           | Goldisthal (Karte)                               |           | ehem. Saubachsmühle, später Sägemühle, abgerissen, im Staubereich vom Goldisthal-Unterbecken, genaue Lage unklar |    |
| BW                             | Neuhammer Goldisthal                               | Goldisthal (Karte)                               |           | ehem. Hammermühle, später Sägewerk Neuhammer, im Staubereich vom Goldisthal-Unterbecken, genaue Lage unklar |    |
| BW                             | Mühle Goldisthal                                   | Goldisthal (Karte)                               |           | ehem. Mühle Goldisthal, später Sägewerk, am Abzweig zum Dunkeltal, genaue Lage unklar |    |
| Fotos hochladen                | Sägewerk Goldisthal                                | Goldisthal, Hauptstraße 22 (Karte)               | 1919      | ehem. Sägemühle Goldisthal, unter Denkmalschutz. Das zweigeschossige Hauptgebäude eines ehemaligen Sägewerkes ließ sich 1919 der Eigentümer des Sägewerkes Berthold Langbein im Stil der Heimatschutzarchitektur errichten.           | DS |
| BW                             | Blechhammer Goldisthal                             | Goldisthal, Blechhammer (Karte)                  |           | ehem. Mühle und Hammerwerk, genaue Lage unklar |    |
| BW                             | Tischersmühle Goldisthal                           | Goldisthal, Blechhammer 22 (Karte)               |           | ehem. Tischers Mühle am Ortseingang von Goldisthal |    |
| BW                             | Kantormühle Masserbrück                            | Oelze-Masserbrück, Eisfelder Straße 69 (Karte)   |           | ehem. Kantormühle Masserbrück, später Sägewerk Massetal, am Abzweig zum Massetal |    |
| BW                             | Masserhammer Oelze                                 | Oelze-Masserhammer (Karte)                       |           | ehem. Mühle und Hammerwerk |    |
| BW                             | Oberhammer Oelze                                   | Oelze-Oberhammer (Karte)                         |           | ehem. Mühle und Hammerwerk |    |
| Fotos hochladen                | Schneidemühle Oelze                                | Oelze, Eisfelder Straße 1 (Karte)                |           | ehem. Schneidemühle Oelze an der Einmündung des Oelzetals, unter Denkmalschutz | DS |
| Fotos hochladen                | Rohrhammer Katzhütte                               | Katzhütte-Rohrhammer (Karte)                     |           | ehem. Mühle und Hammerwerk, genaue Lage unklar (wüst) |    |
| BW                             | Sägewerk Katzhütte                                 | Katzhütte (Karte)                                |           | ehem. Sägewerk Katzhütte am Bahnhof, später überbaut, genaue Lage unklar |    |
| BW                             | Kernstal-Mühle; Sägewerk Kernsthal Schwarzmühle    | Meuselbach-Schwarzmühle, Kernsthal (Karte)       |           | ehem. Mühle Gernsthal, später Sägewerk Gernsthal der Familie Ehle, nach 1945 enteignet |    |
| Fotos hochladen                | Schwarzmühle                                       | Schwarzmühle, An der Schwarza (Karte)            |           | ehem. Schwarzmühle, Schneidemühle |    |
| BW                             | Mühle in Schwarzmühle                              | Schwarzmühle, Mellenbacher Straße (Karte)        |           | ehem. Mühle in Schwarzmühle, genaue Lage unklar |    |
| BW                             | Blaue Mühle Schwarzmühle                           | Schwarzmühle, Mellenbacher Straße (Karte)        |           | ehem. Blaue Mühle in Schwarzmühle, am Abzweig zum Curautal, genaue Lage unklar |    |
| BW                             | Rote Mühle Mellenbach                              | Mellenbach-Glasbach, Mellenbacher Straße (Karte) |           | ehem. Rote Mühle in Mellenbach, später Sägemühle, jetzt Kleinwasserkraftwerk |    |
| Fotos hochladen                | Zirkelmühle Mellenbach                             | Mellenbach-Glasbach, Zirkel 7 (Karte)            | 1828      | ehem. Zirkelmühle, Sägemühle Kiesewetter in Zirkel, abgerissen, nur steht nur noch das Wohnhaus, unter Denkmalschutz | DS |
| Fotos hochladen                | Glashütte Mellenbach                               | Mellenbach-Glasbach (Karte)                      |           | keine Mühle, aber Wasserkraftnutzung in der ehem. Sternglashütte GmbH zur Stromerzeugung bis in die 1970er Jahre, abgerissen, 1993 geschlossen und anschließend abgerissen, jetzt Standort der MTM Power Messtechnik Mellenbach GmbH. |    |
| BW                             | Mühle Blumenau                                     | Mellenbach-Glasbach, Blumenau 55 (Karte)         |           | ehem. Mahlmühle Blumenau der Familie Keding |    |
| Fotos hochladen                | Sägewerk Mellenbach                                | Mellenbach-Glasbach, Oskar-Heinze-Straße (Karte) |           | ehem. Mühle, Sägewerk Mellenbach, ab 1900 Oskar Heinze, Apothekenbau |    |
| Fotos hochladen                | Sägemühle Glasbach                                 | Mellenbach-Glasbach, Glasbach (Karte)            |           | ehem. Sägemühle Glasbach |    |
| BW                             | Sägemühle Obstfelderschmiede                       | Mellenbach-Glasbach, Obstfelderschmiede (Karte)  |           | ehem. Sägemühle Obstfelderschmiede, genaue Lage unklar |    |
| weitere Bilder Fotos hochladen | Mühle und Sargfabrik Mellenbach                    | Mellenbach-Glasbach, Schottleite 17-18 (Karte)   |           | ehem. Mühle, Wohn- und Verwaltungsgebäude der Sargfabrik, unter Denkmalschutz | DS |
| weitere Bilder Fotos hochladen | Mankenbachsmühle                                   | Mankenbach, Am Mankenbach 55 (Karte)             |           | ehem. Mankenbachsmühle, urspr. Schmelzhütte, später Mahlmühle und Holzschleiferei, jetzt Forellenzucht, unter Denkmalschutz | DS |
| Fotos hochladen                | Blechhammer Unterweißbach                          | Unterweißbach, Bahnhofstraße (Karte)             |           | ehem. Mühle, Blechhammer Unterweißbach |    |
| BW                             | Mühle Sitzendorf                                   | Sitzendorf, Am Schwarzawehr (Karte)              |           | ehem. Mühle Sitzendorf, später Bleiweißfabrik, 1948 abgerissen, genaue Lage unklar |    |
| BW                             | Schneidemühle Sitzendorf                           | Sitzendorf, Hauptstraße 76a (Karte)              |           | ehem. Schneidemühle Bergmann Sitzendorf, bis 1941 in Betrieb, jetzt Pension |    |
| Fotos hochladen                | Mühle Schwarzburg                                  | Schwarzburg, Hauptstraße 20 (Karte)              |           | ursprünglich Schwarzburger Eisenhammer von 1421 bis 1840, später Sägemühle Schwarzburg, unter Denkmalschutz | DS |
| Fotos hochladen                | Sägemühle Schwarzburg                              | Schwarzburg (Karte)                              |           | ehem. Sägemühle Schwarzburg |    |
| Fotos hochladen                | Papiermühle Bad Blankenburg                        | Bad Blankenburg, Dittersdorfer Weg (Karte)       |           | ehem. Papiermühle Bad Blankenburg (seit 1597) unterhalb vom Chrysopraswehr, urspr. ein Eisenhammer, später Papierfabrik, abgerissen (wüst)                                                                                            |    |
| BW                             | Mühle Bad Blankenburg                              | Bad Blankenburg, Wirbacher Straße (Karte)        |           | ehem. Mühle Bad Blankenburg, abgerissen, jetzt Altersheim, genaue Lage unklar |    |
| BW                             | Pulvermühle Bad Blankenburg                        | Bad Blankenburg, Bahnhofstraße 25 (Karte)        |           | ehem. Pulvermühle Bad Blankenburg, von 1739 bis zur Explosion 1817 in Betrieb, später Schneidemühle |    |
| BW                             | Mühle Schwarza                                     | Schwarza, Humboldtstraße (Karte)                 |           | ehem. Mühle in Schwarza, später Sägewerk, genaue Lage unklar |    |
| Fotos hochladen                | Nestlermühle Schwarza                              | Schwarza, Schwarzburger Straße 57 (Karte)        | 1886      | Nestlermühle Schwarza, derzeit mit Mühlenbetrieb und Bäckerei, unter Denkmalschutz | DS |
| BW                             | Mühle Schwarza                                     | Schwarza, Tiergartenstraße 3 (Karte)             |           | ehem. Mühle |    |

## Liste von Mühlen an Zuflüssen der Schwarza
Die Liste ist entsprechend der örtlichen Lage am Flusslauf von der Quelle zur Mündung gegliedert.
| Mühlen im Masse- und Oelzetal           |                                                      |                                                                           |      | |    |
| BW                                      | Massermühle Masserbrück                              | Oelze-Masserbrück, An der Massermühle oder Masserberger Straße 25 (Karte) |      | ehem. Schneidemühle, Schmidts Massermühle im Massetal, später Ferienheim, jetzt Hotel und Gaststätte                                                         |    |
| BW                                      | Neue Mühle Masserbrück                               | Oelze-Masserbrück (Karte)                                                 |      | ehem. Neue Mühle im Massetal im Bereich der heutigen Massetalbrücke (wüst)                                                                                   |    |
| BW                                      | Wiegandsmühle Großbreitenbach                        | Großbreitenbach, Wiegandsmühle 1 (Karte)                                  |      | ehem. Wiegandsmühle Großbreitenbach im Grundstal |    |
| BW                                      | Grundsmühle Großbreitenbach                          | Großbreitenbach (Karte)                                                   |      | ehemalige Grundsmühle Großbreitenbach im Grundstal |    |
| Fotos hochladen                         | Untere Klemmsteiner Mühle                            | Altenfeld, Harztalstraße 6 (Karte)                                        |      | ehemalige Untere Klemmsteiner Mühle im Harztal, jetzt Waldgaststätte                                                                                         |    |
| BW                                      | Leutnantsmühle Großbreitenbach                       | Großbreitenbach (Karte)                                                   |      | ehem. Leutnantsmühle Großbreitenbach im Oelzetal (wüst) |    |
| BW                                      | Mühle Oelzetal                                       | Oelze, Großbreitenbacher Straße (Karte)                                   |      | ehem. Mühle Oelzetal, später Gaststätte „Zum Oelzetal“ |    |
| Mühlen im Wulst- und Katzetal           |                                                      |                                                                           |      | |    |
| BW                                      | Obere Wulstmühle Neuhaus                             | Neuhaus am Rennweg (Karte)                                                |      | ehem. Obere Wulstmühle am Großen Wulstbach, genaue Lage unklar (wüst)                                                                                        |    |
| BW                                      | Untere Wulstmühle Cursdorf                           | Cursdorf (Karte)                                                          |      | ehem. Untere Wulstmühle am Zusammenfluss des Großen Wulstbachs und der Hölle (wüst)                                                                          |    |
| BW                                      | Frauenbach-Schneidemühle Katzhütte                   | Katzhütte (Karte)                                                         |      | ehem. Frauenbach-Schneidemühle im Katzetal am Abzweig ins Frauenbachtal, genaue Lage unklar (wüst)                                                           |    |
| BW                                      | Bärentiegelmühle Katzhütte                           | Katzhütte (Karte)                                                         |      | ehem. Bärentiegelmühle im Katzetal, genaue Lage unklar (wüst)                                                                                                |    |
| Mühlen im Tal der Weißen Schwarza       |                                                      |                                                                           |      | |    |
| BW                                      | Sägemühle Cursdorf                                   | Cursdorf, Talweg 1 (Karte)                                                |      | ehem. Sägemühle Cursdorf, jetzt Sägewerk |    |
| Fotos hochladen                         | Talmühle Cursdorf                                    | Cursdorf, Talweg 2-3 (Karte)                                              |      | ehem. Talmühle Cursdorf, später Gaststätte |    |
| Mühlen im Böhlener Tal (Breitenbachtal) |                                                      |                                                                           |      | |    |
| weitere Bilder Fotos hochladen          | Griebelsmühle oder Böhlener Talmühle Großbreitenbach | Großbreitenbach, Böhlener Tal 1 (Karte)                                   |      | ehem. Griebelsmühle oder Böhlener Talmühle in Großbreitenbach im Böhlener Tal                                                                                | DS |
| BW                                      | Obere Mühle oder Böhlener Mühle Großbreitenbach      | Großbreitenbach, Böhlener Tal 2 (Karte)                                   |      | ehem. Obere Mühle oder Böhlener Mühle in Großbreitenbach im Böhlener Tal, bis 1990 als Schrotmühle in Betrieb, von 1999 bis 2002 Sanierung der Mühlengebäude |    |
| BW                                      | Mittelmühle Großbreitenbach                          | Großbreitenbach (Karte)                                                   |      | ehem. Mittelmühle Großbreitenbach im Böhlener Tal (wüst) |    |
| Mühlen im Junker- und Finkenbachtal     |                                                      |                                                                           |      | |    |
| weitere Bilder Fotos hochladen          | Oelschröte Friedersdorf                              | Friedersdorf (Karte)                                                      |      | ehem. Mühle Oelschröte im Junkertal, später Gaststätte |    |
| weitere Bilder Fotos hochladen          | Finkenmühle Allersdorf                               | Allersdorf (Karte)                                                        |      | ehem. Finkenmühle im Finkenbachtal, später der OT Bad Finkenmühle (wüst)                                                                                     |    |
| Mühlen im Schlagetal und Lichtetal      |                                                      |                                                                           |      | |    |
| BW                                      | Schlagethalmühle                                     | Reichmannsdorf (Karte)                                                    |      | ehem. Schlagethalmühle am Schlagebach |    |
| BW                                      | Schnepfenöl-Mühle Deesbach                           | Deesbach (Karte)                                                          |      | ehem. Schnepfenöl-Mühle Leibis, im Staubereich der Vorsperre Deesbach, genaue Lage unklar                                                                    |    |
| BW                                      | Pappmühle Leibis                                     | Leibis (Karte)                                                            |      | ehem. Mühle, im Staubereich der Lichte-Talsperre, genaue Lage unklar                                                                                         |    |
| BW                                      | Schnepfenmühle Leibis                                | Leibis (Karte)                                                            |      | ehem. Schnepfenmühle Leibis, im Staubereich der Lichte-Talsperre, genaue Lage unklar                                                                         |    |
| Fotos hochladen                         | Sägemühle Leibis                                     | Leibis (Karte)                                                            | 1873 | ehem. Sägemühle, urspr. Hammerwerk, später Sägewerk in Leibis im Lichtetal                                                                                   |    |
| BW                                      | Hammermühle; Sägemühle Quelitz                       | Quelitz (Karte)                                                           |      | ehem. Hammermühle Quelitz im Lichtetal, später Sägemühle, genaue Lage unklar                                                                                 |    |
| Mühlen im Sorbitztal                    |                                                      |                                                                           |      | |    |
| weitere Bilder Fotos hochladen          | Talmühle Wickersdorf                                 | Wickersdorf 47 (Karte)                                                    |      | ehem. Talmühle Wickersdorf im Sorbitztal, Sägemühle | DS |
| Fotos hochladen                         | Gebrannte Mühle Döschnitz                            | Döschnitz (Karte)                                                         |      | ehem. Gebrannte Mühle Döschnitz im Sorbitztal (wüst) |    |
| weitere Bilder Fotos hochladen          | Sorbitzmühle Döschnitz                               | Döschnitz (Karte)                                                         |      | ehem. Sorbitzmühle Döschnitz im Sorbitztal, später Gaststätte                                                                                                |    |
| BW                                      | Waldmühle Döschnitz                                  | Döschnitz (Karte)                                                         |      | ehem. Waldmühle Döschnitz im Sorbitztal, später Gaststätte                                                                                                   |    |
| weitere Bilder Fotos hochladen          | Bockschmiede Döschnitz                               | Döschnitz (Karte)                                                         |      | ehem. Mühle, Bockschmiede Döschnitz im Sorbitztal, Sägemühle der Familie Elflein, später Gaststätte                                                          |    |
| BW                                      | Massenmühle Sitzendorf                               | Sitzendorf (Karte)                                                        | 1858 | ehem. Massenmühle Sitzendorf zur Herstellung von Porzellanmasse im Sorbitztal, von 1858 bis 1924 in Betrieb, danach Sägewerk (wüst)                          |    |
| Mühlen im Rinnetal                      |                                                      |                                                                           |      | |    |
| BW                                      | Mühle Königsee                                       | Königsee (Karte)                                                          |      | ehem. Mühle Königsee an der Rinne, genaue Lage unklar (wüst)                                                                                                 |    |
| Fotos hochladen                         | Graupenmühle Königsee                                | Königsee (Karte)                                                          |      | ehem. Graupenmühle Königsee an der Rinne, genaue Lage unklar (wüst)                                                                                          |    |
| BW                                      | Schlackenmühle Königsee                              | Königsee (Karte)                                                          |      | ehem. Schlackenmühle Königsee an der Rinne, genaue Lage unklar (wüst)                                                                                        |    |
| Fotos hochladen                         | Kramann-Mühle Oberköditz                             | Oberköditz 9 (Karte)                                                      | 1905 | ehem. Kramann-Mühle Oberköditz an der Rinne, Mahlmühle, 1953 enteignet, jetzt ruinös                                                                         |    |
| BW                                      | Mühle Unterköditz                                    | Unterköditz 16 (Karte)                                                    |      | ehem. Mühle Unterköditz an der Rinne, genaue Lage unklar |    |
| BW                                      | Mühle Rottenbach                                     | Rottenbach, Industrie- und Gewerbegebiet (Karte)                          |      | ehem. Mühle Rottenbach an der Rinne, genaue Lage unklar |    |
| BW                                      | Mühle Rottenbach                                     | Rottenbach, Bechstedter Weg 15 (Karte)                                    |      | ehem. Mühle Rottenbach an der Rinne, später Sägewerk |    |
| BW                                      | Mühle Quittelsdorf                                   | Quittelsdorf 1 (Karte)                                                    |      | ehem. Mühle Quittelsdorf an der Rinne |    |
| BW                                      | Mühle Leutnitz                                       | Leutnitz 16 (Karte)                                                       |      | ehem. Mühle Leutnitz an der Rinne, später Paul Kürsten Mühlen-Säge-Werke, genaue Lage unklar                                                                 |    |
| BW                                      | Mühle Watzdorf                                       | Watzdorf 23B (Karte)                                                      |      | ehem. Mühle Watzdorf an der Rinne, genaue Lage unklar |    |
| BW                                      | Schneidemühle Bad Blankenburg                        | Bad Blankenburg, Schneidemühle 1 (Karte)                                  |      | ehem. Schneidemühle Bad Blankenburg an der Rinne |    |
| Fotos hochladen                         | Stadtmühle Bad Blankenburg                           | Bad Blankenburg, Griesbachstraße 2 (Karte)                                |      | ehem. Stadtmühle Bad Blankenburg an der Rinne, unter Denkmalschutz                                                                                           | DS |